# Kajakarstwo na Igrzyskach Śródziemnomorskich 2005
Kajakarstwo na Igrzyskach Śródziemnomorskich 2005 odbywało się w dniach 25–26 czerwca 2005 roku. Zawodnicy obojga płci rywalizowali łącznie w sześciu konkurencjach na Canal de Cuevas del Almanzora.

## Podsumowanie

### Klasyfikacja medalowa
| Klasyfikacja medalowa | Klasyfikacja medalowa | Klasyfikacja medalowa | Klasyfikacja medalowa | Klasyfikacja medalowa | Klasyfikacja medalowa |
| Miejsce               | państwo               | Złoto                 | Srebro                | Brąz                  | Razem                 |
| --------------------- | --------------------- | --------------------- | --------------------- | --------------------- | --------------------- |
| 1                     | Włochy                | 2                     | 1                     | 2                     | 5                     |
| 2                     | Chorwacja             | 2                     | 0                     | 0                     | 2                     |
| 3                     | Hiszpania             | 1                     | 3                     | 0                     | 4                     |
| 4                     | Francja               | 1                     | 2                     | 2                     | 5                     |
| 5                     | Serbia i Czarnogóra   | 0                     | 0                     | 1                     | 1                     |
| 5                     | Słowenia              | 0                     | 0                     | 1                     | 1                     |
| Razem                 | Razem                 | 6                     | 6                     | 6                     | 18                    |

### Medaliści
| Konkurencja | 1. miejsce                               | 1. miejsce | 2. miejsce                                  | 2. miejsce | 3. miejsce                                            | 3. miejsce |
| Mężczyźni   | Mężczyźni                                | Mężczyźni  | Mężczyźni                                   | Mężczyźni  | Mężczyźni                                             | Mężczyźni  |
| ----------- | ---------------------------------------- | ---------- | ------------------------------------------- | ---------- | ----------------------------------------------------- | ---------- |
| K-1 500 m   | Sébastien Jouve                          | 1:37.351   | Carlos Pérez                                | 1:38.304   | Andrea Facchin                                        | 1:38.371   |
| K-1 1000 m  | Stjepan Janić                            | 3:26.770   | Cyrille Carré                               | 3:28.156   | Jernej Zupancic                                       | 3:29.363   |
| K-2 500 m   | Chorwacja · Stjepan Janić · Miko Janić   | 1:29.655   | Hiszpania · Francisco Llera · Damian Vindel | 1:30.001   | Serbia i Czarnogóra · Ognjen Filipović · Dragan Zorić | 1:31.028   |
| K-2 1000 m  | Hiszpania · Javier Hernand · Pablo Baños | 3:10.048   | Francja · Sébastien Jouve · Philippe Colin  | 3:10.921   | Włochy · Andrea Facchin · Antonio Scaduto             | 3:11.741   |
| Kobiety     |                                          |            |                                             |            |                                                       |            |
| K-1 500 m   | Fabiana Sgroi                            | 1:52.263   | Teresa Portela                              | 1:52.306   | Anne-Laure Viard                                      | 1:52.339   |
| K-1 1000 m  | Anna Ricciotti                           | 3:53.467   | Fabiana Sgroi                               | 3:53.607   | Marie Delattre                                        | 3:55.187   |